# 皮利纳 (俄罗斯)
皮利纳（羅馬化：Pilʹna）是俄罗斯下诺夫哥罗德州的市级镇、皮利纳区行政中心及规模最大聚居地，地处下诺夫哥罗德州东南部，位于伏尔加河流域苏拉河一支流皮亚纳河畔，在州府下诺夫哥罗德东南方，东距下诺夫哥罗德州与楚瓦什共和国边界约11公里。镇内设有同名铁路车站。
该地2021年人口有6,696人；2010年人口7,333；2002年人口7,866；1989年人口7,478。